# Montsinéry-Tonnegrande
Montsinéry-Tonnegrande một commune của vùng hành chính hải ngoại Guyane thuộc Pháp của nước Pháp.